# Marta Pazos
Marta Pazos (Pontevedra, 1976) es una directora de escena, escenógrafa, dramaturga y artista visual española. Sus obras se caracterizan por una estética en la que el uso del color es predominante.

## Trayectoria
Hija de una enfermera y un músico de jazz, Pazos es licenciada en Bellas Artes por la Universidad de Barcelona, en la especialidad de pintura. En 1999 creó su primer espectáculo y fundó su primera compañía, llamada Belmondo. Años más tarde, en 2007, fundó la compañía de teatro Voadora junto al actor Hugo Torres y el productor José Díaz, que fue reconocida en 2013 con el Premio de la Crítica de Galicia en la modalidad de artes escénicas y audiovisuales.
Como directora de escena de Voadora, Pazos ha dirigido diversos espectáculos, entre ellos, Tokio3, finalista en los Premios Max 2013, en la categoría al Mejor espectáculo revelación y ganador de cinco Premios de Teatro María Casares, Sueño de una noche de verano (2017), Garage (2017), pieza con la que inauguró la temporada 2017-2018 del MA Scéne Nationale de Montbéliard en Francia o Hemos venido a darlo todo (2019).
También ha dirigido producciones como Martes de Carnaval (2017), la primera obra en gallego de Ramón María de Valle-Inclán para el Centro Dramático Galego, la ópera A amnesia de Clío (2019), compuesta por Fernando Buide, con libreto de Fernando Epelde, la ópera bufa compuesta por Raquel García-Tomás y libreto de Helena Tornero, Je suis narcissiste (2019) del Teatro Real (Madrid), Teatro Español y Teatro Lliure, que fue nominada a mejor estreno mundial en los International Opera Awards; Siglo mío, bestia mía (2020), obra con la que Lola Blasco obtuvo el Premio Nacional de Literatura Dramática en 2016 o la ópera Alexina B. (2023) compuesta por Raquel García-Tomás, con texto de Irène Gayraud, inspirada en las memorias de Hérculine Barbin / Alexina B., Mes Souvenirs.
En febrero de 2021, dirigió para el Teatre Lliure de Barcelona, la primera adaptación teatral del único guion cinematográfico de Federico García Lorca, Viaje a la Luna. En mayo de ese mismo año, estrenó su tercera adaptación de William Shakespeare, Othello en el Teatro de La Abadía de Madrid, y en noviembre, estrenó para el Centro Dramático Nacional, la obra de Federico García Lorca, Comedia sin título.
En 2022, Pazos estrenó en el Centro Dramático Galego, la obra de la dramaturga Avelina Pérez, As oito da tarde cando morren as nais; luego, junto a Christina Rosenvinge y María Folguera dirigió Safo, que se estrenó en el Festival Internacional de Teatro Clásico de Mérida; y también Twist, para el Teatro Circo Price de Madrid, junto a Eva Luna García-Mauriño, como ayudante de dirección. Este mismo año también fue la coordinadora del laboratorio de creación del Máster Oficial en Enseñanzas Artísticas Pensamiento y Creación Escénica Contemporánea de la Escuela Superior de Arte Dramático de Castilla y León.
Sus obras se caracterizan por una estética en la que el uso del color es predominante.
En 2024 estrenó el espectáculo Dique de la compañía Nova Galega de Danza, un homenaje a las 200 mujeres gallegas que escavaron el Dique de la Campana en Ferrol, considerada la mayor obra de ingeniería hidráulica del siglo XIX, realizada entre 1874 y 1879. Las estibadoras retiraron 245 000 metros cúbicos de tierra y piedras que transportaron sobre sus cabezas en 58 000 cestos. Ese mismo año fue invitada por el teatro Nave10 en Matadero, Madrid, a ser la directora artística invitada de la temporada. Para este teatro dirigió Juana de Arco, con dramaturgia de Sergio Martínez Vila y protagonizada por Macarena García, Ana Polvorosa o Joana Vilapuig, entre otras, que se estrenó en noviembre de 2024.
En 2025 estrenó Orlando, una adaptación de la novela de Virginia Woolf, en el Centro Dramático Nacional. Por este espectáculo recibió el premio Godot a mejor dirección.

## Premios y reconocimientos
- 2011ː XV Premios de Teatro María Casares a la Mejor Dirección por Super8.[51]
- 2013ː XVII Premios de Teatro María Casares a la Mejor Dirección y Mejor Escenografía por Tokio3.[52]
- 2014: Premio Indiefest como actriz protagonista.[53]
- 2018ː Premio de Honor a toda su trayectoria del XXIX Festival Galego de Teatro (FETEGA).[54]
- 2019: Pontevedreses del año en la categoría Cultura.[55]
- 2020ː Premio de Honor Roberto Vidal Bolaño MIT Ribadavia.[5][56]
- 2024: Premio Nacional de la Cultura Gallega en la categoría Artes Escénicas, otorgado por la Junta de Galicia.[57][58][59]

## Galería

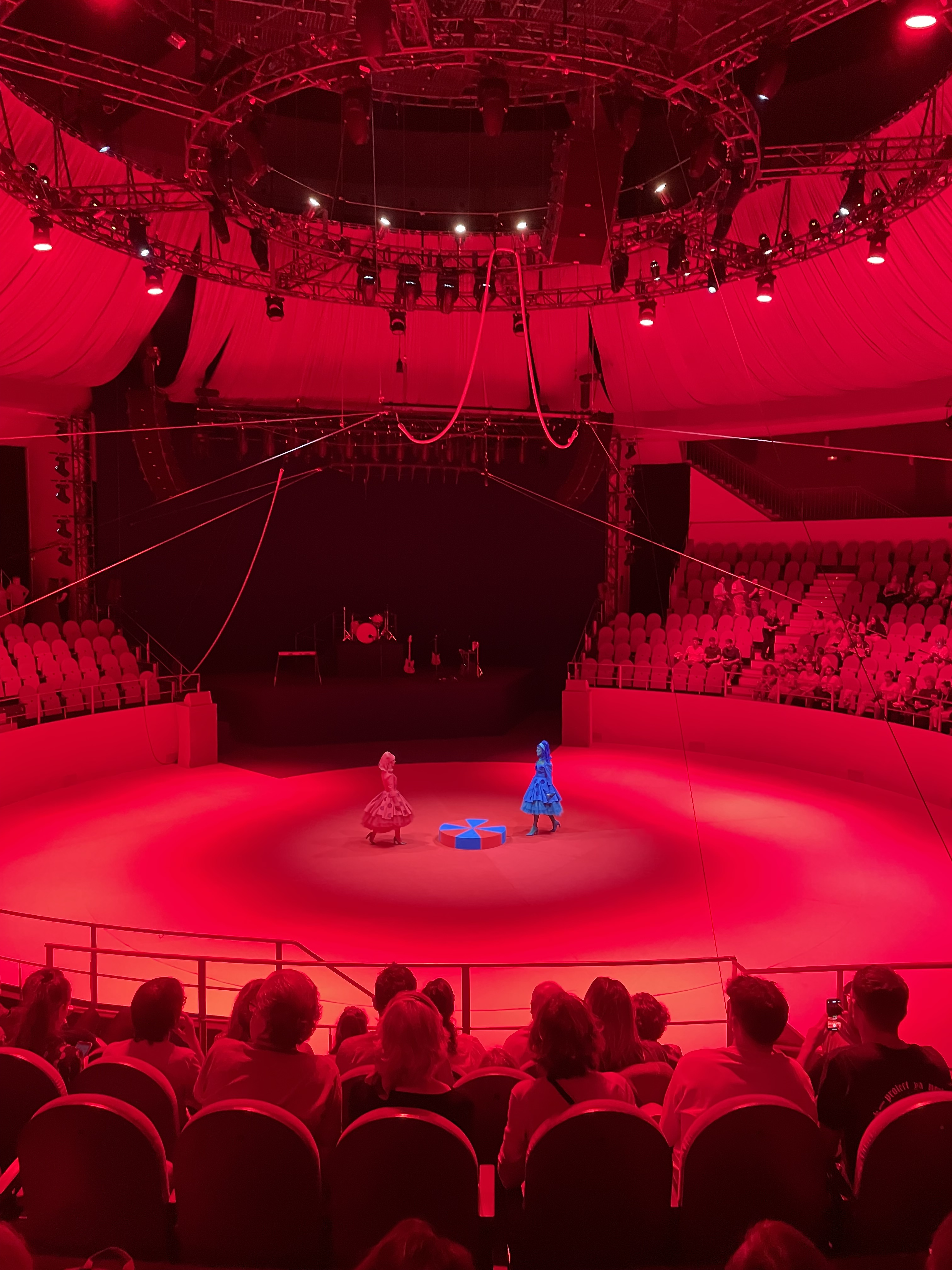
Twist, espectáculo dirigido por Marta Pazos para el Teatro Circo Price de Madrid (octubre 2022)
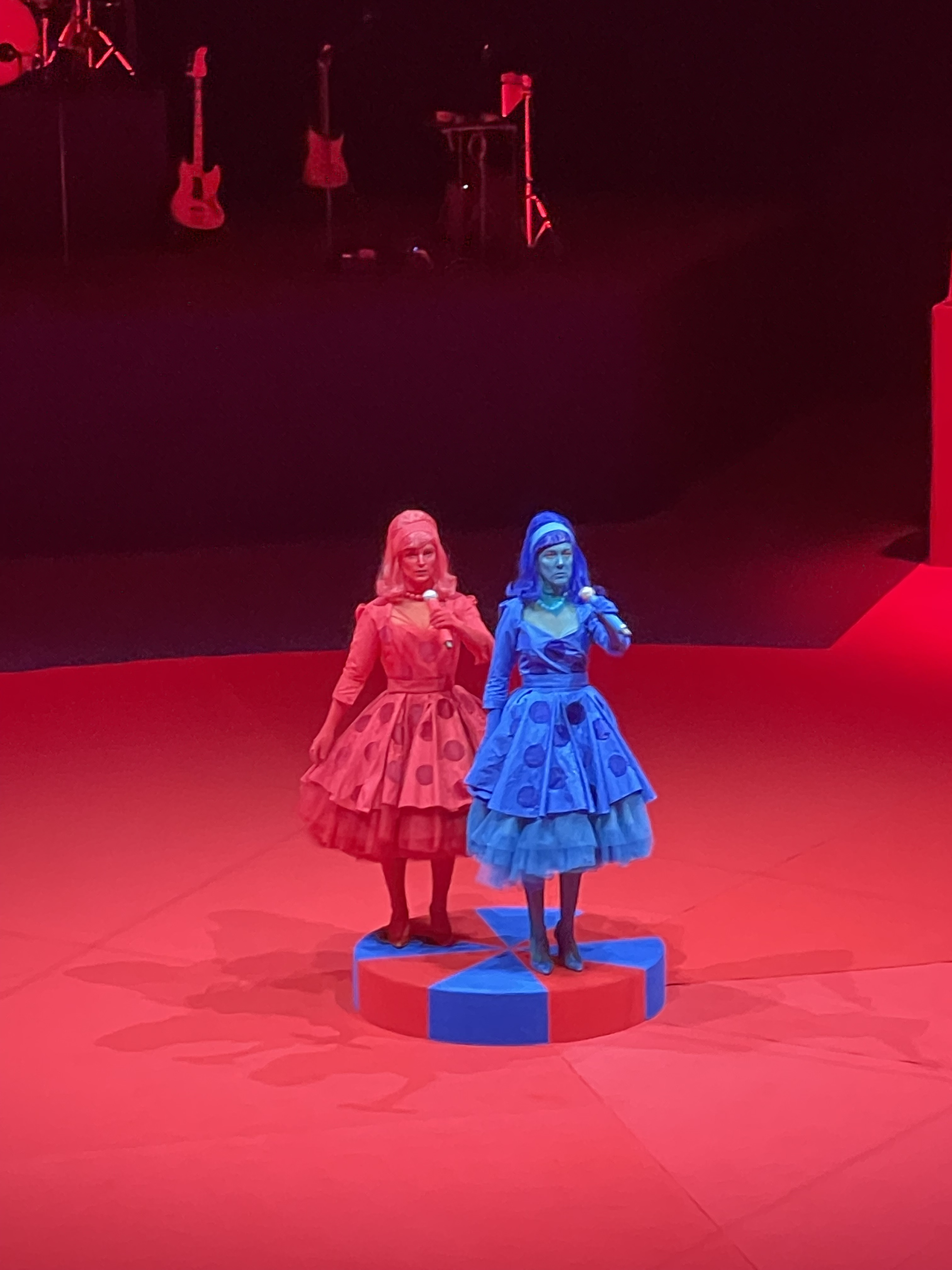
Twist, espectáculo dirigido por Marta Pazos para el Teatro Circo Price de Madrid (octubre 2022)
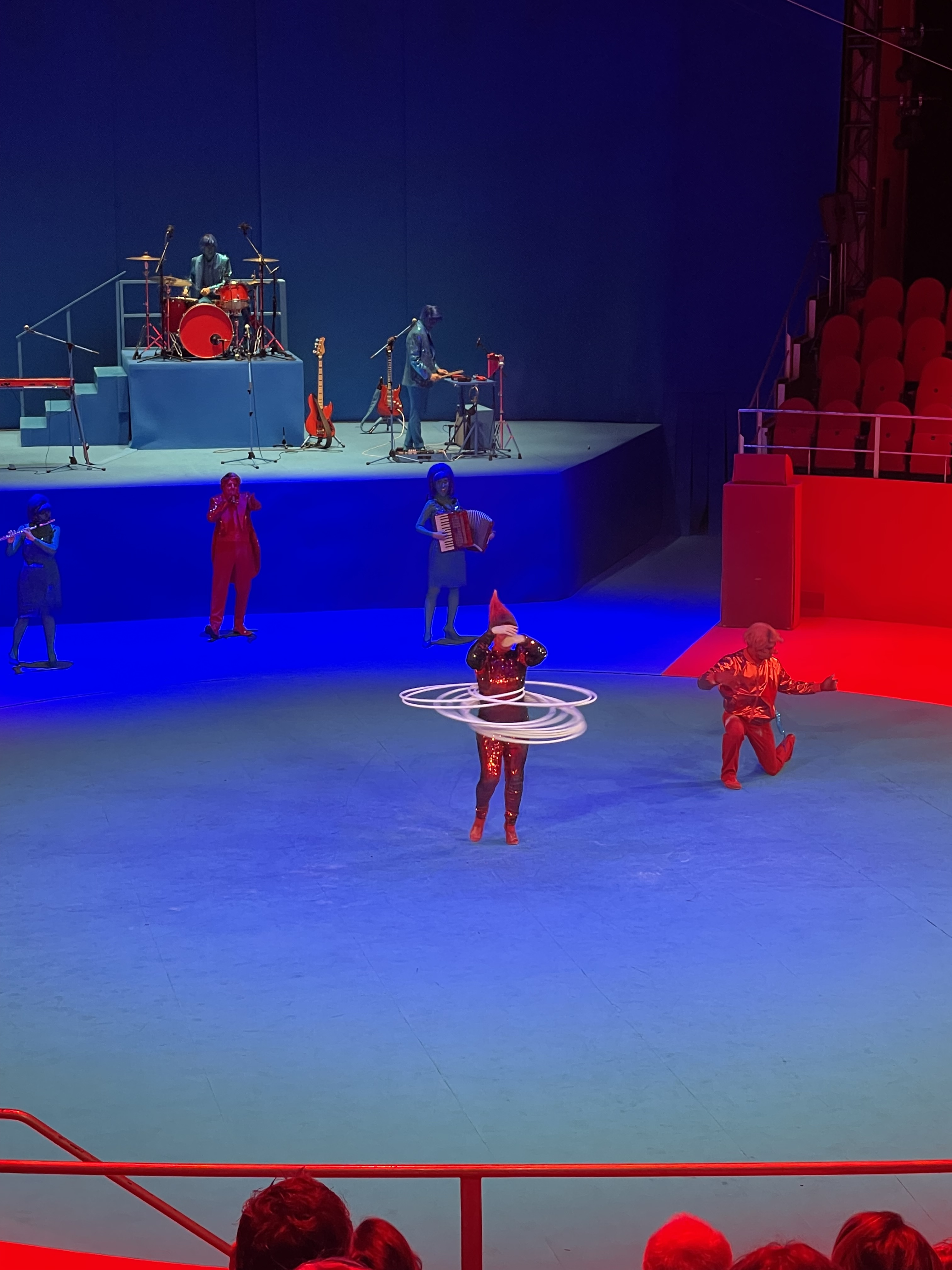
Twist, espectáculo dirigido por Marta Pazos para el Teatro Circo Price de Madrid (octubre 2022)
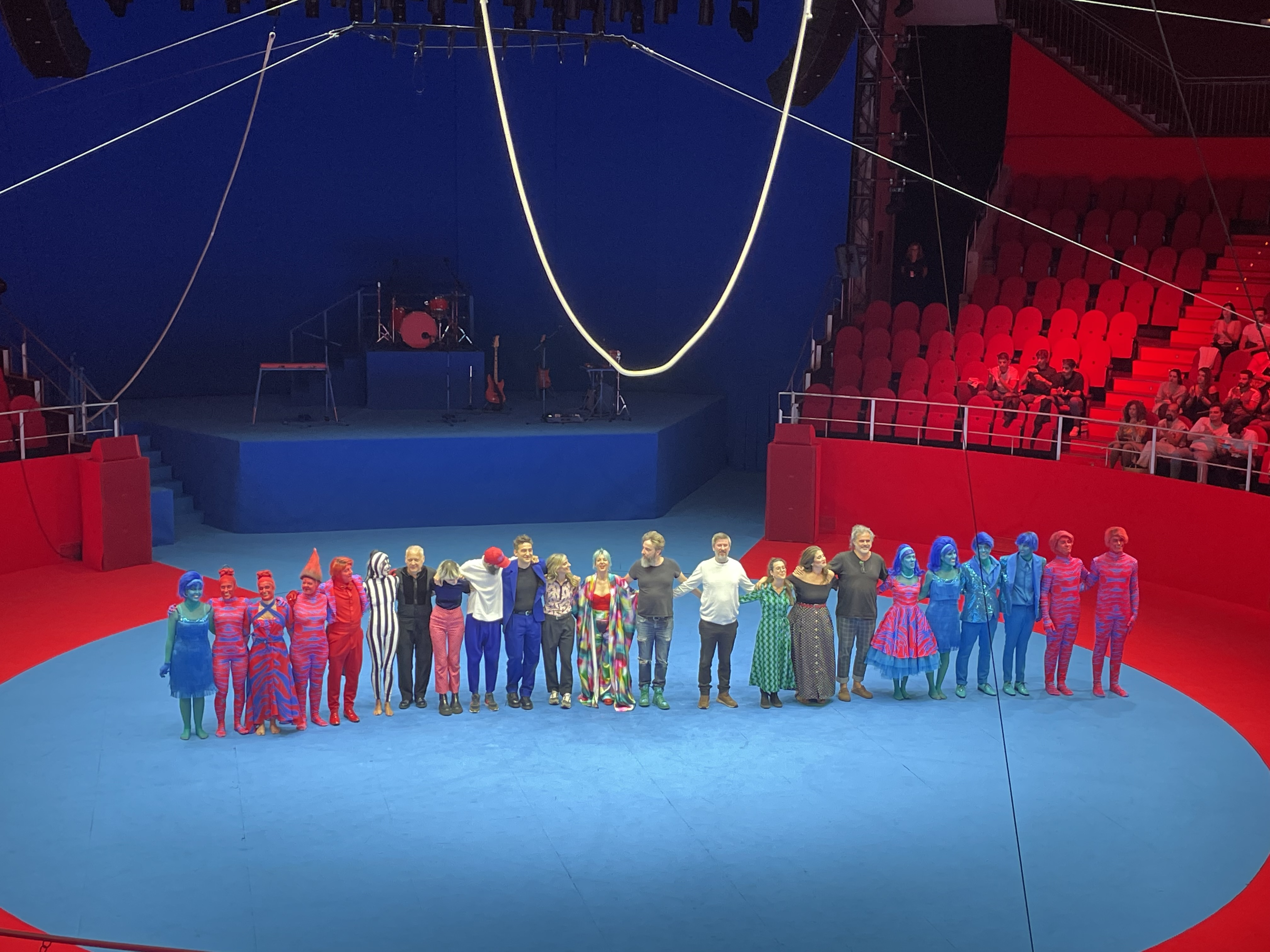
Elenco de Twist, espectáculo dirigido por Marta Pazos para el Teatro Circo Price de Madrid (octubre 2022)
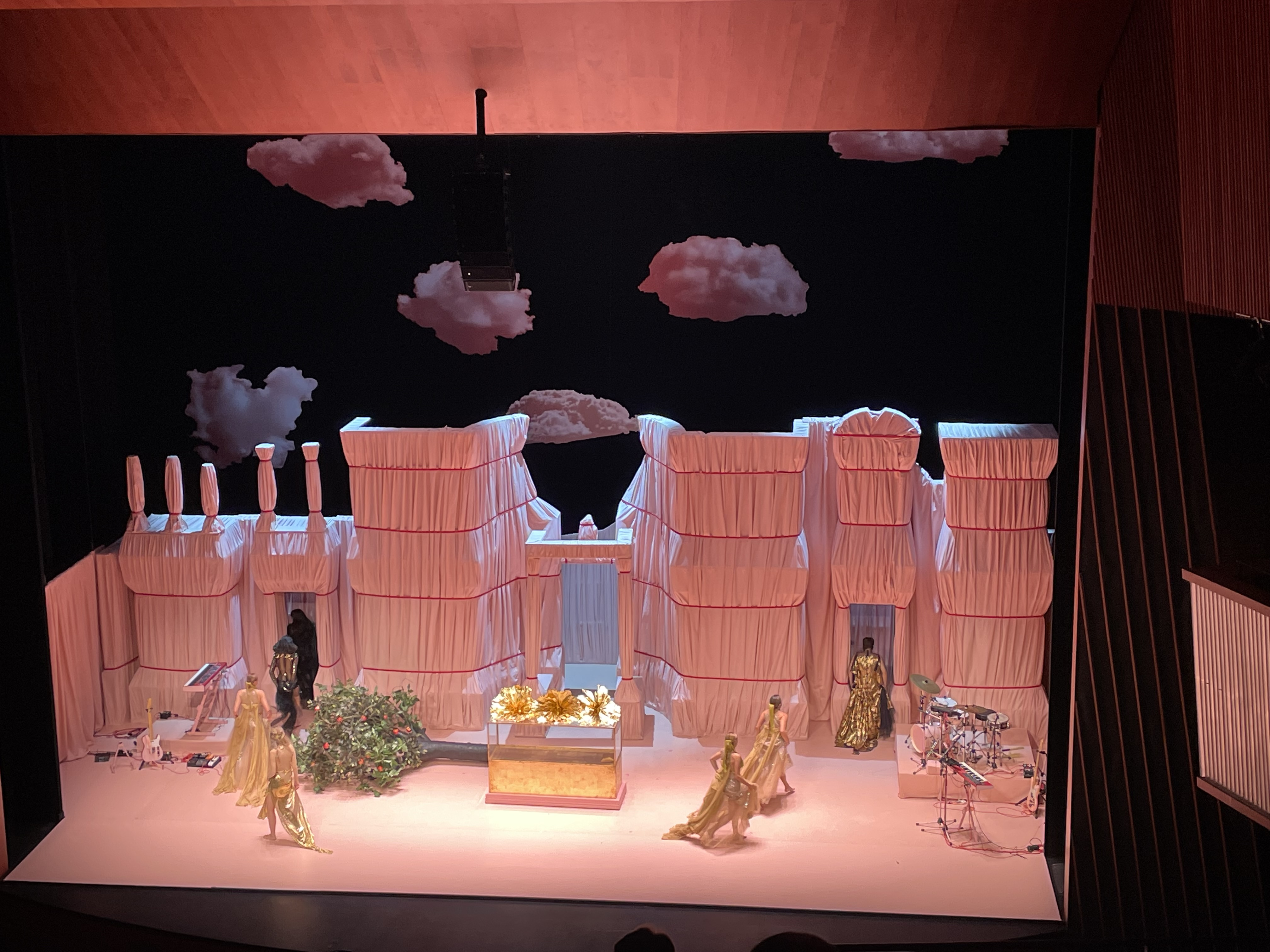
Safo en Teatros del Canal de Madrid (octubre 2022)
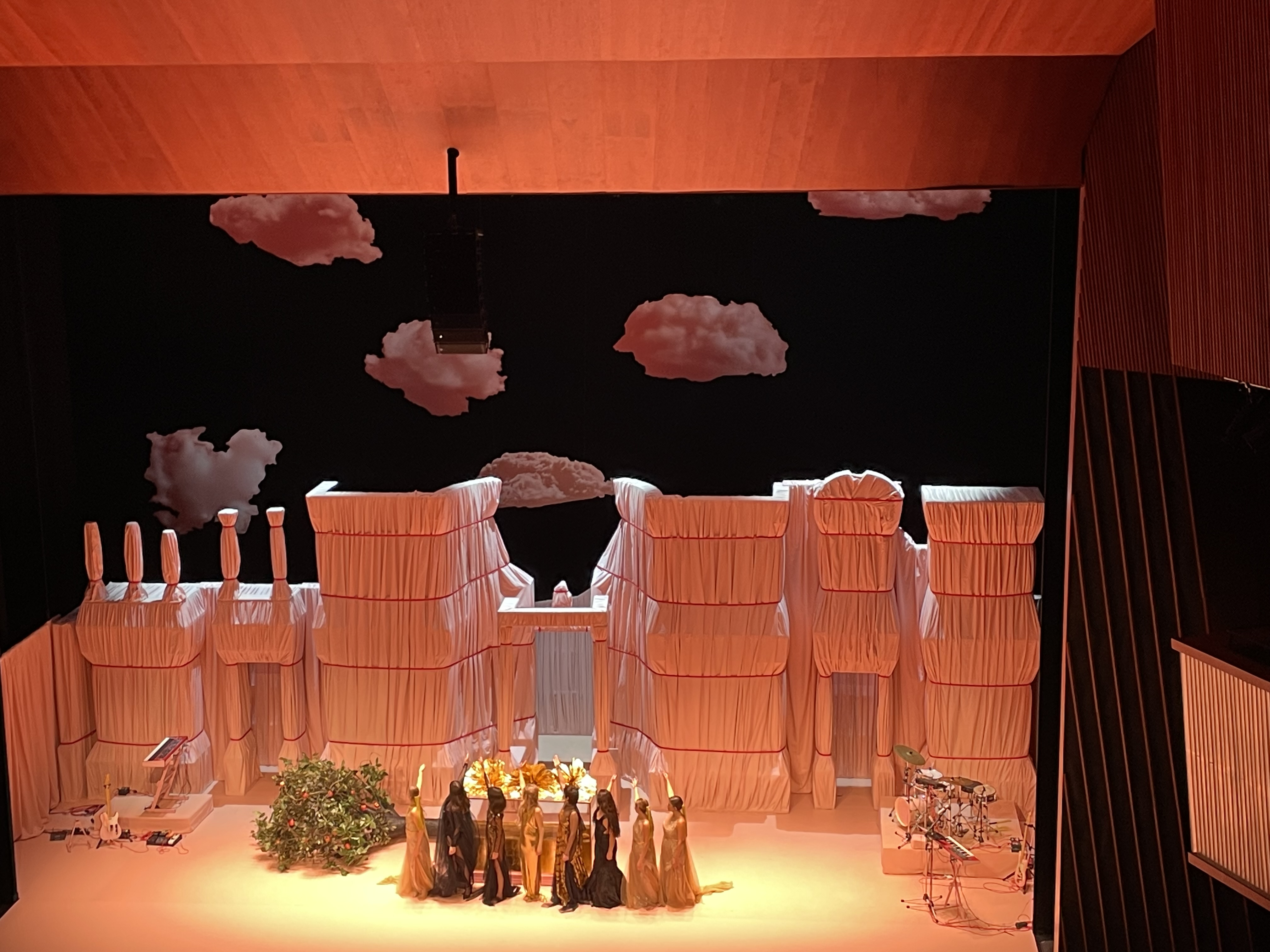
Safo en Teatros del Canal de Madrid (octubre 2022)
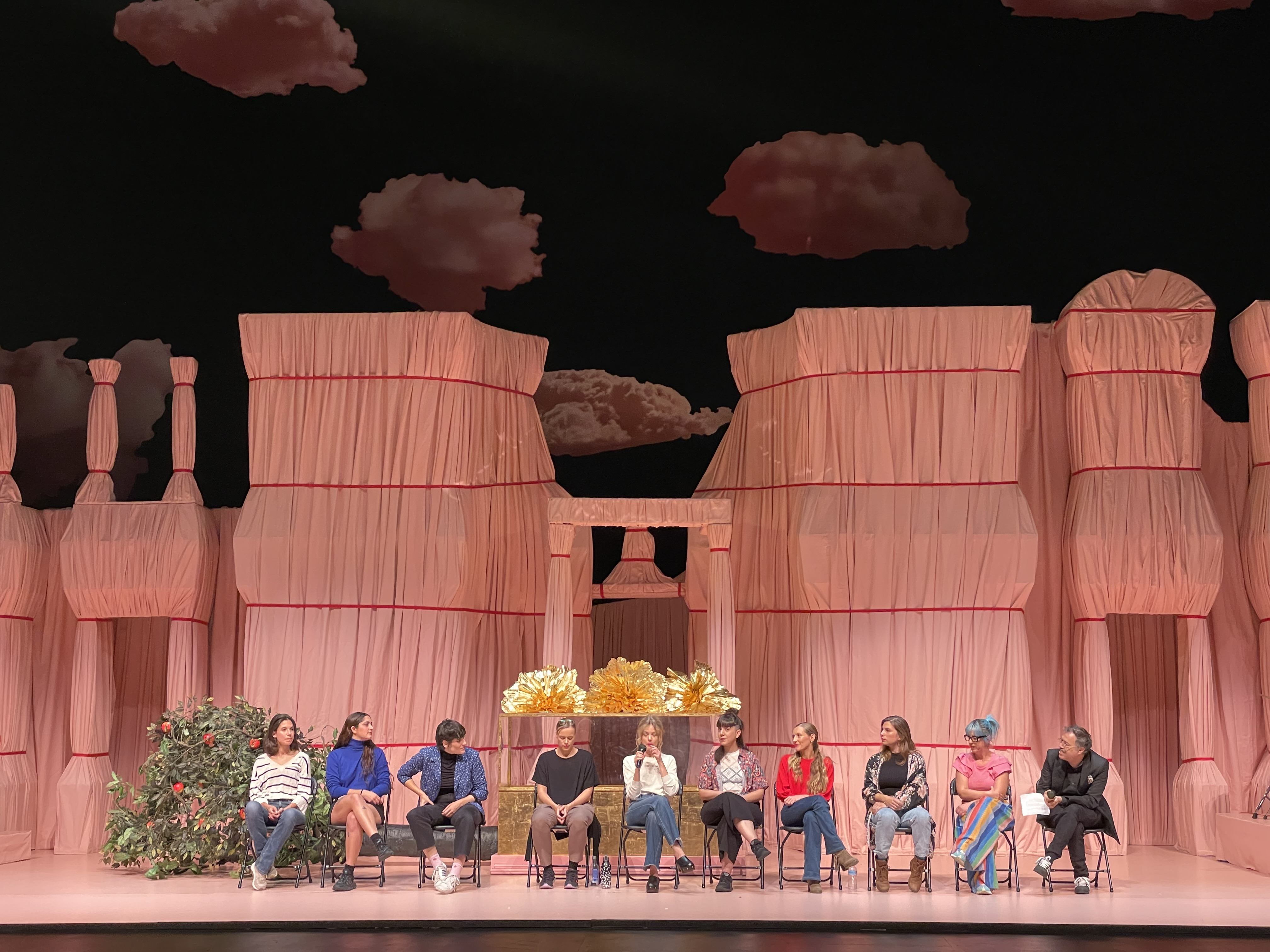
Elenco de Safo en Teatros del Canal de Madrid (octubre 2022)